# Anaplectoides lugubris
Anaplectoides lugubris là một loài bướm đêm trong họ Noctuidae.